# Vajta Vilmos
Vajta Vilmos (Kecskemét, 1918. június 15. – Svédország, 1998. október 21.) nyugati magyar evangélikus teológus.

## Életpályája

### Családi háttere, tanulmányai
Wagner Vilmos és Lütze Anna fiaként született. Ausztria Németországhoz csatolásakor, 1938 márciusában határozta el névmagyarosítását. A gimnáziumot Kecskeméten végezte, majd 1936-1940 között a soproni evangélikus teológiai karon végzett tanulmányai után Raffay Sándor 1940-ben avatta lelkésszé. Budapesten, Soltvadkerten, Pestszentlőrincen és Újpesten volt segédlelkész, részben vallástanár.

### Svédországi tanulmányai és ökumenikus szolgálatai
Állami ösztöndíjjal 1941 őszén Svédországba ment, ahol a stockholmi Zeneművészeti Főiskolán, majd 1942-től az uppsalai és a lundi egyetem teológiai karán folytatott tanulmányokat. 1947-ben licenciátusi fokozatot szerzett Lundban. Itt védte meg – 1952 decemberében – "Az istentisztelet teológiája Luthernál" című teológiai doktori értekezését, amely sokkal több, mint egy teológiai részkérdés vizsgálata. 1953-ban a lundi fakultás docense lett. 35 éves ekkor, s megválasztják a genfi székhelyű Lutheránus Világszövetség Teológiai Osztálya igazgatójául. E tisztében 1953 és 1964 között működött. Majd az 1964-ben ugyancsak a világszövetség által létrehozott strasbourgi Ökumenikus Kutatóintézet professzora és igazgatója lett, 1981-ben történt nyugdíjazásáig. 
Ő kezdeményezte az 1956 óta rendszeresen megtartott Luther kongresszusokat. A II. Vatikáni zsinaton személyre szóló meghívás alapján az egyik ökumenikus megfigyelőként vehetett részt (1962-1965). Nemcsak ökumenikus párbeszédek részvevője és tanácsadója volt évtizedeken át, hanem tudományos konferenciák és gyülekezeti alkalmak élvezetes, közérthető előadója. Visszavonulása után Svédországban élt, ahol  1998. október 21-én hunyt el. Tehetségét és a lehetőségeket jól felhasználva nemcsak honfitársai szemében lett nagy, hanem megbecsülésben és ismertségben részesült a világ evangélikusságában és az ökumenében is.

## Főbb művei
- Die Theologie des Gottesdienstes bei Luther; Svenska Kyrkans Diakonistyrelses Bokförlag, Stockholm, 1952
- Vatikan konciliet ett vägspel i kyrkans förnyelse; Verbum, Stockholm, 1967
- Interkommunion – mit Rom?; Vandenhoeck u. Ruprecht, Göttingen, 1969
- Im Wandel der Generationen. Der Lutherische Weltbund, 1947–1982. Dem Andenken von Bischof D. Lajos Ordass gewidmet; LWB, Genf, 1983 (LWB-Report)
- Die "diakonische Theologie" im Gesellschaftssystem Ungarns; Lembeck, Frankfurt, 1987

### Magyarul
- Keresztyén hitélet; Tryck. Bloms, Lund, 1946
- Hit és élet összecsengése. Kierkegard, Ordass Lajos tolmácsolásában; Ordass Baráti Kör, Bp., 1990 (A "Keresztyén igazság – Új folyama" füzetei)
- Hitből fakadó élet. Teológiai meditáció; ford., átdolg. a szerző; Evangélikus Sajtóosztály, Bp., 1990
- Communio. Krisztus és a szentek közössége Luther teológiájában; Magyarországi Luther Szövetség, Bp., 1993 (Magyar Luther könyvek)
- Amíg időnk van. Válogatott írások; szerk., szöveggond. Fabiny Tibor; Európai Protestáns Magyar Szabadegyetem, Basel–Bp., 1998
- A diakóniai teológia a magyar társadalmi rendszerben; ford. Gazdag Zsuzsanna; Luther, Bp., 2006